# Filkeháza
Filkeháza je vas na Madžarskem, ki upravno spada pod podregijo Sátoraljaújhelyi Županije Borsod-Abaúj-Zemplén.